# Barry Malkin
Barry M. Malkin (New York, 1938. október 26. – New York, 2019. április 4.) amerikai filmvágó.

## Filmjei
- The Patty Duke Show (1963, tv-sorozat, egy epizódban)
- Act of Reprisal (1964)
- The Fat Spy (1966)
- Az esőemberek (The Rain People) (1969)
- Who Is Harry Kellerman and Why Is He Saying Those Terrible Things About Me? (1971)
- Rendőrvicc (Cops and Robbers) (1973)
- A Keresztapa II. (The Godfather: Part II) (1974)
- Nyári szerelem (Dragonfly) (1976)
- The Godfather: A Novel for Television (1977, tv-film)
- Aki halt, aki nem (Somebody Killed Her Husband) (1978)
- Utolsó ölelés (Last Embrace) (1979)
- Windows (1980)
- One-Trick Pony (1980)
- Georgia barátai (Four Friends) (1981)
- Rablóhal (Rumble Fish) (1983)
- Gengszterek klubja (The Cotton Club) (1984)
- Előre a múltba (Peggy Sue Got Married) (1986)
- A fájdalom kövei (Gardens of Stone) (1987)
- Segítség, felnőttem! (Big) (1988)
- New York-i történetek (New York Stories) (1989, Life without Zoe rész)
- Az újonc (The Freshman) (1990)
- A Keresztapa III. (The Godfather: Part III) (1990)
- Első állomás: Las Vegas (Honeymoon in Vegas) (1992)
- Sorsjegyesek (It Could Happen to You) (1994)
- Jack (1996)
- Az esőcsináló (The Rainmaker) (1997)
- Hát nem édes? (Isn't She Great) (2000)
- Telitalálat (Lucky Numbers) (2000)
- A nagy zsozsó (The Big Bounce) (2004)